# Мерал Мендерес
Мерал Мендерес (на турски: Meral Menderes) е турска оперна певица, сопрано.

## Биография
Родена е през 1933 г. в Кушадасъ, вилает Айдън, Турция. Първите си уроци по пеене получава от Мюнир Джейхан в Истанбулската общинска консерватория. Допълнително се обучава в новосъздаденото Оперно студио. Тя е наставлявана от чуждестранни и турски гласови треньори.
За първи път излиза на сцената на 19 март 1960 г., изпълнявайки операта „Тоска“ от Джакомо Пучини, поставена в основаната през 1959 г. Истанбулска градска опера. Следващото ѝ участие е в операта „Мадам Бътерфлай“ от Пучини. Следващите ѝ роли са на Сантуца в операта „Селска чест“ от Пиетро Маскани и в операта „Бохеми“ от Пучини. В операта „Турандот“ от Пучини, поставена в Анкара, тя играе както принцесата Турандот, така и робинята Лиу. Участва в опери като „Макбет“ от Джузепе Верди, „Бал с маски“ от Верди, „Продадена невеста“ от Бедржих Сметана, „Трубадур“ от Верди и играе ролята на Антония в „Приказките на Хофман“ от Жак Офенбах.
Тя е известна като сопрано с естествен и звучен глас в най-високия вокален диапазон. Мерал Мендерес е една от първите оперни певици в Република Турция и участва почти тридесет години на сцената.
През 2010 г. е отличена по повод 50-годишнината от основаването на Истанбулската опера с „Награда за изкуство“, връчена от Ренгим Гьокмен, генерален директор на Турската държавна опера и балет.
Мерал Мендерес умира на 78-годишна възраст в дома си в Малтепе, Истанбул, на 27 декември 2011 г. Погребана е в гробището „Кючукяли“ след възпоменателна церемония, проведена в операта „Сюрея“, и религиозната погребална служба в джамията „Малтепе Меркез“.